# Liste der Baudenkmale in Oldenburg (Oldb) – Lindenstraße
In der Liste der Baudenkmale in Oldenburg (Oldb) – Lindenstraße stehen alle Baudenkmale der Lindenstraße in Oldenburg (Oldb). Der Stand der Liste ist das Jahr 2022.

## Allgemein
In den Spalten befinden sich folgende Informationen:
- Lage: die Adresse des Baudenkmales und die geographischen Koordinaten. Kartenansicht, um Koordinaten zu setzen. In der Kartenansicht sind Baudenkmale ohne Koordinaten mit einem roten Marker dargestellt und können in der Karte gesetzt werden. Baudenkmale ohne Bild sind mit einem blauen Marker gekennzeichnet, Baudenkmale mit Bild mit einem grünen Marker.
- Bezeichnung: Bezeichnung des Baudenkmales
- Beschreibung: die Beschreibung des Baudenkmales. Unter § 3 Abs. 2 NDSchG werden Einzeldenkmale und unter § 3 Abs. 3 NDSchG Gruppen baulicher Anlagen und deren Bestandteile ausgewiesen.
- ID: die Objekt-ID des Baudenkmales
- Bild: ein Bild des Baudenkmales, ggf. zusätzlich mit einem Link zu weiteren Fotos des Baudenkmals im Medienarchiv Wikimedia Commons. Wenn man auf das Kamerasymbol klickt, können Fotos zu Baudenkmalen aus dieser Liste hochgeladen werden:

Zurück zur Hauptliste
| Lage                                             | Bezeichnung                                                       | Beschreibung | ID       | Bild |
| ------------------------------------------------ | ----------------------------------------------------------------- | --- | -------- | ---- |
| Lindenstraße 24 53° 8′ 54″ N, 8° 13′ 4″ O        | Wohnhaus                                                          | Giebelständiger eineinhalbgeschossiger Putzbau von vier Achsen mit Drempel unter Satteldach (Typus „Oldenburger Hundehütte“). Eingang auf der linken Seite. Putzgliederung: horizontale Fugen, geschossteilendes Gesims, Fensterrahmungen, im Giebel Brüstungsfelder. Erbaut 1884 durch Maurermeister Heinrich Brandes. | 37438942 | BW   |
| Lindenstraße 26 53° 8′ 55″ N, 8° 13′ 5″ O        | Wohnhaus                                                          | Giebelständiger eineinhalbgeschossiger Putzbau von vier Achsen über Sockelgeschoss mit Drempel unter Satteldach (Typus „Oldenburger Hundehütte“). Auf der rechten Seite zurückgesetzter Vorbau mit Eingang. Putzgliederung: Rustizierung des Sockels, Quaderung, geschossteilende Gesimse, Fensterrahmungen, im Giebel mittig Brüstungsfelder, Pilaster und Gebälk. Erbaut zwischen 1877 und 1891. | 37438987 | BW   |
| Lindenstraße 28 53° 8′ 55″ N, 8° 13′ 6″ O        | Wohnhaus                                                          | Giebelständiger eineinhalbgeschossiger Putzbau von vier Achsen über Sockelgeschoss mit Drempel unter Satteldach (Typus „Oldenburger Hundehütte“). Auf der rechten Seite zurückgesetzter Vorbau mit Eingang. Putzgliederung: Rustizierung des Sockels, Quaderung, geschossteilende Gesimse, Fensterrahmungen, im Giebel mittig Balusterbrüstungen, Pilaster und Ädikula. Erbaut 1891 an der Stelle einer 1889 abgebrochenen Windmühle. | 37439011 | BW   |
| Lindenstraße 30 53° 8′ 55″ N, 8° 13′ 6″ O        | Wohnhaus                                                          | Giebelständiger eineinhalbgeschossiger Putzbau von vier Achsen über Sockelgeschoss mit Drempel unter Satteldach (Typus „Oldenburger Hundehütte“). Auf der rechten Seite zurückgesetzter Vorbau mit Eingang. Putzgliederung: Rustizierung des Sockels, Quaderung, geschossteilende Gesimse, Fensterrahmungen, im Giebel mittig Brüstungsfelder und Ädikulen. Erbaut zwischen 1877 und 1891. | 37430069 | BW   |
| Lindenstraße 34 53° 8′ 56″ N, 8° 13′ 8″ O        | Wohnhaus                                                          | Giebelständiger eineinhalbgeschossiger Putzbau von vier Achsen mit Drempel unter Satteldach (Typus „Oldenburger Hundehütte“). Eingang auf der linken Seite. Putzgliederung: Quaderung, geschossteilendes Gesims, Fensterrahmungen, im Giebel Brüstungsfelder und mittig Pilaster und Gebälk. Erbaut 1878, Architekt: Joh. Wempe. | 37439058 | BW   |
| Lindenstraße 35 53° 8′ 57″ N, 8° 13′ 8″ O        | Wohnhaus                                                          | Eckhaus zur Sonnenstraße. Doppelhaus, eingeschossiger traufständiger Putzbau von sechs Achsen unter Schopfwalmdach mit zwei mittigen Eingängen. An der Sonnenstraße eiserne Einfriedung, möglicherweise zweitverwendet. Erbaut 1843. | 37421500 |      |
| Lindenstraße 36 53° 8′ 56″ N, 8° 13′ 9″ O        | Wohnhaus                                                          | Eckhaus zur Schäferstraße. Giebelständiger eineinhalbgeschossiger Putzbau von vier Achsen über Sockelgeschoss mit Drempel unter Satteldach (Typus „Oldenburger Hundehütte“). Eingang auf der rechten Seite. Auf der linken Seite zur Schäferstraße nur ein mittiges Fenster mit flachem Risalit. Putzgliederung: Quaderung, geschossteilende Gesimse, Fensterrahmungen, im Giebel Brüstungsfelder und mittig Ädikulen, auf der linken Seite zwei Relieftondi mit Putten. Erbaut 1877 durch Zimmermeister Johann Wempe. | 37439080 | BW   |
| Lindenstraße 56 53° 8′ 58″ N, 8° 13′ 17″ O       | Wohnhaus                                                          | Eckhaus zur Willersstraße. Zweigeschossiger Putzbau von drei Achsen zu jeder Straße und abgeschrägter Ecke von einer Achse. An der Lindenstraße links eingeschossiger Trakt unter Flachdach. Eingang an der Ecke. Jüngerer Ladeneinbau. Putzgliederung: im EG horizontale Fugen, geschossteilendes Gesims, im OG Fensterrahmungen. Erbaut 1882 durch Zimmermeister H. Eylers. | 37439103 |      |
| Lindenstraße 58 53° 8′ 58″ N, 8° 13′ 18″ O       | Wohnhaus                                                          | Giebelständiger eineinhalbgeschossiger Putzbau von vier Achsen mit Drempel unter Satteldach (Typus „Oldenburger Hundehütte“). Eingang auf der rechten Seite. Putzgliederung: Quaderung des Erdgeschosses, geschossteilendes Gesims, Fensterrahmungen, im Giebel Brüstungsfelder und mittig Ädikulen. Erbaut zwischen 1882 und 1894. | 37439125 | BW   |
| Lindenstraße 59 53° 8′ 59″ N, 8° 13′ 18″ O       | Wohnhaus                                                          | Zweigeschossiger Putzbau von fünf Achsen über Kellersockel unter Walmdach. Rechte zwei Achsen leicht zurückgesetzt. Auf der linken Seite zurückgesetzter Vorbau, davor eingeschossiger Eckbau mit Eingang. Fenster im EG segmentbogig. Putzgliederung: Quaderung, geschossteilende Gesimse, Fensterrahmungen, Brüstungsfelder, im OG Ädikulen. Dächer vorkragend über hohen Knaggen in der Art eines Drempels. Erbaut 1880 durch Zimmermeister Johann Wempe, 1896 nach rechts vergrößert, Architekt: F. Lübbers, 1912 Eingangsvorbau erbaut durch Johann Wempe. | 37465156 |      |
| Lindenstraße 59 53° 8′ 59″ N, 8° 13′ 17″ O       | Garten                                                            | Zu dem 1880 erbauten Haus Lindenstraße 59 gehört links neben dem Haus und rückwärtig ein großer Garten. Während der Bereich links neben dem Haus durch einen Parkplatz gestört ist, ist der rückwärtige Bereich durch einen alten Baumbestand gekennzeichnet (ehemaliger Gartenbereich ganz im Norden inzwischen überbaut). Das Grundstück wird von einer bauzeitlichen Einfriedung aus Backstein umgeben (zur Straße abweichend als verputzte Pfosten mit Eisengittern gestaltet). | 37475730 | BW   |
| Lindenstraße 60 53° 8′ 58″ N, 8° 13′ 19″ O       | Wohnhaus                                                          | Giebelständiger eineinhalbgeschossiger Putzbau von drei Achsen mit Drempel unter Satteldach (Typus „Oldenburger Hundehütte“). Eingang auf der rechten Seite. Mittiges Giebelfenster segmentbogig. Putzgliederung: geschossteilendes Gesims, Fensterrahmungen, im Giebel Brüstungsfelder und mittig Ädikula. Erbaut 1884–1885 durch Zimmermeister H. Meiners. | 37439147 | BW   |
| Lindenstraße 62 53° 8′ 58″ N, 8° 13′ 19″ O       | Wohnhaus                                                          | Giebelständiger eineinhalbgeschossiger Putzbau von vier Achsen über Kellersockel mit Drempel unter Satteldach (Typus „Oldenburger Hundehütte“). Auf der rechten Seite zurückgesetzter Vorbau mit Eingang. Putzgliederung: geschossteilende Gesimse, Fensterrahmungen, im Giebel Brüstungsfelder und mittig Ädikulen. Erbaut 1894–1895, Architekt: Joh. Oetken. | 37439169 |      |
| Lindenstraße 64 53° 8′ 58″ N, 8° 13′ 20″ O       | Wohnhaus                                                          | Giebelständiger eineinhalbgeschossiger Putzbau von drei Achsen (im Giebel vier) mit Drempel unter Satteldach (Typus „Oldenburger Hundehütte“). Auf der rechten Seite zurückgesetzter Vorbau mit Eingang. Putzgliederung: horizontale Fugen, geschossteilende Gesimse, Fensterrahmungen, im Giebel mittig Brüstungsfelder und Ädikulen. Erbaut 1893 durch Maurermeister Johann Oetken. | 37439191 |      |
| Lindenstraße 66 53° 8′ 59″ N, 8° 13′ 21″ O       | Wohnhaus                                                          | Giebelständiger eineinhalbgeschossiger Putzbau von fünf Achsen (im Giebel vier) über Kellersockel mit Drempel unter Satteldach. Eingang mittig. Putzgliederung: horizontale Fugen, geschossteilende Gesimse, Fensterrahmungen, im Giebel Brüstungsfelder und mittig Pilaster und Gebälk. Erbaut 1892, Architekt: Ed. Bartels. | 37439213 |      |
| Lindenstraße 68 53° 8′ 59″ N, 8° 13′ 21″ O       | Wohnhaus                                                          | Identisch mit Nr. 72. Giebelständiger eineinhalbgeschossiger Backsteinbau von vier Achsen mit Drempel unter Satteldach (Typus „Oldenburger Hundehütte“). Auf der rechten Seite zurückgesetzter Vorbau mit Eingang. Putzgliederung: geschossteilendes Gesims, Kantenquaderung, ansteigender Treppenfries am Giebel, Fensterrahmungen, im Giebel Brüstungsfelder. Erbaut 1892, Architekt: August Töbelmann. | 37439235 |      |
| Lindenstraße 72 53° 8′ 59″ N, 8° 13′ 23″ O       | Wohnhaus                                                          | Identisch mit Nr. 68. Giebelständiger eineinhalbgeschossiger Backsteinbau von vier Achsen mit Drempel unter Satteldach (Typus „Oldenburger Hundehütte“). Auf der rechten Seite zurückgesetzter Vorbau mit Eingang. Putzgliederung: geschossteilendes Gesims, Kantenquaderung, ansteigender Treppenfries am Giebel, Fensterrahmungen, im Giebel Brüstungsfelder. Erbaut 1892, Architekt: August Töbelmann. | 37439279 |      |
| Lindenstraße 74 / 74a 53° 8′ 59″ N, 8° 13′ 24″ O | Wohnhaus                                                          | Doppelhaus, traufständiger eineinhalbgeschossiger Putzbau von sechs Achsen mit Drempel unter Satteldach. Eingänge in den mittleren Achsen. Putzgliederung: geschossteilendes Gesims, Fensterrahmungen. Erbaut 1892, Architekt: August Töbelmann. | 37439301 | BW   |
| Lindenstraße 100 53° 8′ 59″ N, 8° 13′ 30″ O      | Wohnhaus                                                          | Zweigeschossiger Putzbau von vier Achsen unter Walmdach. Auf der rechten Seite zurückgesetzter Vorbau mit Eingang. Putzgliederung: geschossteilendes Gesims, horizontales Band im Obergeschoss, Fenstersohlbänke und -bekrönungen in Jugendstilformen. Erbaut 1908, Architekt: F. Lübbers. | 37439325 | BW   |
| Lindenstraße 101 53° 8′ 59″ N, 8° 13′ 33″ O      | Anton J. Becker Sauerkraut- und Margarinefabrik (Direktorenvilla) | Zweigeschossiger Klinkerbau über Kellersockel unter geknicktem Walmdach. Auf der Westseite zur Lindenstraße rundbogiger Haupteingang mit Freitreppe. Auf der Nordseite weiterer Eingang mit flachem Vordach und Freitreppe. Rückwärtig im Souterrain Garage. Auf der Südseite zum Garten Wintergartenanbau unter Balkon. Fenster unregelmäßig verteilt, im OG zum Teil über Eck angeordnet. OG niedriger und mit horizontaler Bänderung. Dach weit überstehend. Wandfeste Innenausstattung erhalten. Erbaut 1933–1934, Architekt: Ernst Boyken. | 37473985 | BW   |
| Lindenstraße 101 53° 8′ 58″ N, 8° 13′ 33″ O      | Anton J. Becker Park                                              | Garten der 1933–1934 erbauten Direktorenvilla der Sauerkraut- und Margarinefabrik Anton J. Becker, heute größtenteils öffentliche Grünanlage. Grundstück zwischen Lindenstraße im Westen, Donnerschweer Straße im Süden und Bürgerstraße im Südosten sowie einer Werksstraße im Osten, im Norden heute begrenzt durch einen Neubau. Alter markanter Baumbestand, auf der Südseite des Hauses formal gestaltete Terrassen- und Treppenanlage als Übergang zwischen Haus und Garten, weiter zur Donnerschweer Straße parkartig auslaufender Bereich mit Rasenflächen und Gehölzgruppen, hier ursprünglich weiter an die Donnerschweer Straße heranreichend. Auf der West- und Südseite Backsteinmauer mit Holzzaun und Backsteinpfosten bzw. Eisengitter. | 37465450 | BW   |
| Lindenstraße 102 53° 8′ 59″ N, 8° 13′ 31″ O      | Wohnhaus                                                          | Zweigeschossiger Putzbau von vier Achsen unter Walmdach. Auf der rechten Seite zurückgesetzter Vorbau mit Eingang. Fenster segmentbogig. Putzgliederung: horizontale Fugen, geschossteilende Gesimse, Fensterrahmungen, im Obergeschoss Brüstungsfelder. Erbaut 1902, Architekt: F. Lübbers. | 37439347 | BW   |
| Lindenstraße 104 53° 8′ 58″ N, 8° 13′ 31″ O      | Wohnhaus                                                          | Zweigeschossiger Putzbau von vier Achsen unter Walmdach. Auf der rechten Seite zurückgesetzter Vorbau mit Eingang. Fenster segmentbogig. Putzgliederung: horizontale Fugen, geschossteilende Gesimse, Fensterrahmungen, im Obergeschoss Brüstungsfelder. Erbaut 1902, Architekt: F. Lübbers. | 37439369 | BW   |